# 109P/Swift-Tuttle
O cometa Swift-Tuttle (formalmente designado como 109P/Swift-Tuttle) é um cometa que foi descoberto independentemente por Lewis Swift em 16 de julho de 1862, em Marathon, Nova York, e por Horace Parnell Tuttle, da Universidade Harvard em Cambridge, Massachusetts, em 19 de julho de 1862.
O cometa fez uma aparição de retorno em 1992, quando foi "redescoberto" pelo astrônomo japonês Tsuruhiko Kiuchi, podendo ser visto com binóculos. O seu núcleo sólido tem aproximadamente 27 km (16,8 milhas) de extensão, consideravelmente maior que os 10 km do suposto asteroide que hipoteticamente dizimou os dinossauros na Extinção Cretáceo-Paleogeno.
O cometa é o responsável pela chuva de meteoros Perseidas, uma das mais conhecidas e mais notáveis.[carece de fontes?]
Um aspecto peculiar da sua órbita é que está em uma ressonância orbital de 1:11 com Júpiter. Ele completa uma volta em torno do Sol para cada 11 voltas de Júpiter.

## Uma ameaça potencial para a Terra
O cometa está em uma órbita que o coloca próximo da Terra e da Lua. Desde a sua redescoberta em 1992, a data da passagem do periélio do cometa estava fora da previsão em 17 dias. Percebeu-se então que, se a próxima passagem do seu periélio (em 14 de agosto de 2126) também estiver fora da previsão em 15 dias, é muito provável que o cometa colida com a Terra ou com a Lua. Devido às dimensões do núcleo do Swift-Tuttle, este fato é de considerável preocupação. Isto levou o astrônomo amador e também escritor Gary W. Kronk a pesquisar todas as aparições anteriores deste cometa. Ele descobriu que o cometa provavelmente foi observado pelos chineses em 69 a.C. e em 188 d.C., fato que foi rapidamente confirmado por Brian G. Marsden. Essas informações e observações posteriores levaram a uma reavaliação de sua órbita, indicando que a órbita do cometa é muito estável, não representando absolutamente nenhuma ameaça para os próximos dois mil anos. Os astrônomos acreditam que em 2126 sua aparição provavelmente consistirá num grande cometa visível a olho nu como o Hale-Bopp.
Um encontro com a Terra está previsto no retorno do cometa para o sistema solar interno, por volta de 15 de setembro de 4479 – a aproximação máxima é estimada em 0,03-0,05 UA (unidades astronômicas), com uma probabilidade de impacto de 1 x 10−6. Após 4479, a evolução da sua órbita será mais difícil de ser prevista: a probabilidade de um impacto por órbita da Terra está estimada em 2 x 10−8. Uma vez que o maior objeto do Sistema Solar que faz repetidas passagens próximas à Terra, a uma velocidade relativa de 60 km/s, transportando uma energia de impacto estimada em ~27 vezes maior que a da extinção K-T, o cometa Swift-Tuttle foi descrito como "o único objeto conhecido mais perigoso para a humanidade".

## Curiosidades
- A cada julho e agosto a Terra cruza a órbita do cometa, dando origem à chuva de meteoros Perseidas.
- O Cometa Swift-Tuttle é o maior de todos os objetos celestes que fazem repetidas passagens próximas à Terra.
- O período de translação do cometa em torno do Sol é de aproximadamente 130 anos.
- O cometa Swift-Tuttle é o mesmo que o cometa Kegler, que foi visto pela primeira vez em 1737.